# Primera División Femenina de baloncesto 1974-75
La temporada 1974-75 de la Liga Femenina fue la 12.ª temporada de la liga femenina de baloncesto. Se disputó entre 1974 y 1975, culminando con la victoria de Piceff Barcelona.

## Liga regular
| Pos. | Equipo               | Pts. | PJ | G  | E | P  | GF   | GC   | Dif. | Clasificación o descenso    |
| ---- | -------------------- | ---- | -- | -- | - | -- | ---- | ---- | ---- | --------------------------- |
| 1    | Piceff Barcelona     | 63   | 22 | 21 | 0 | 1  | 1641 | 880  | +761 | Campeón                     |
| 2    | C. D. Mataró         | 54   | 22 | 18 | 0 | 4  | 1442 | 981  | +461 |                             |
| 3    | Celta de Vigo        | 51   | 22 | 17 | 0 | 5  | 1308 | 888  | +420 |                             |
| 4    | CREFF Madrid         | 48   | 22 | 16 | 0 | 6  | 1460 | 938  | +522 |                             |
| 5    | Hispano Francés      | 36   | 22 | 12 | 0 | 10 | 1113 | 1117 | −4   |                             |
| 6    | Tabacalera La Coruña | 36   | 22 | 12 | 0 | 10 | 1190 | 1133 | +57  |                             |
| 7    | CREFF Gerona         | 32   | 22 | 11 | 1 | 10 | 1008 | 1131 | −123 |                             |
| 8    | Medina Lérida        | 24   | 22 | 8  | 0 | 14 | 1127 | 1335 | −208 |                             |
| 9    | Medina Bilbao        | 22   | 22 | 7  | 1 | 14 | 1004 | 1233 | −229 |                             |
| 10   | Medina Madrid        | 13   | 22 | 4  | 1 | 17 | 902  | 1388 | −486 |                             |
| 11   | Medina La Coruña     | 10   | 22 | 3  | 1 | 18 | 883  | 1379 | −496 | Descenso a Segunda División |
| 12   | Club Telefunken      | 6    | 22 | 2  | 0 | 20 | 894  | 1554 | −660 | Descenso a Segunda División |

 Fuente: BRD

## Postemporada
- Campeonas de la Primera División Femenina 1974-75: Piceff Barcelona (1er título).
- Campeonas de la Copa del Generalísimo 1974-75: Piceff Barcelona (2º título).
- Clasificadas para Copa de Europa de Campeonas 1975-76: Piceff Barcelona.
- Clasificadas para Copa Ronchetti 1975-76: C. D. Mataró, Celta de Vigo, CREFF Madrid e Hispano Francés.
- Descendidas a Segunda División:  Club Telefunken y Medina La Coruña.
- Ascendidas de Segunda División:  Medina Almudena y Hispano Italiano.